# Лейк-Хавасу-Сити
Ле́йк-Хава́су-Си́ти (англ. Lake Havasu City) — город в округе Мохаве (Аризона, США). 
Площадь — 111,6 км². Население — 56 603 чел.

## Население
- Расовый состав: европеоидная раса 94,35 %, негроидная 0,31%, американоидная 0,69 %, монголоидная 0,58 %, австралоидная 0,10%, прочие 2.51%, две и больше рас 1,46%.
- Возраст населения: 19,4% менее 18 лет, 5,7% 18—21 года, 21,6% 25—44 лет, 27,7% 45—64 лет и 25,5% более 65 лет.
- Образование представлено кампусом колледжа Мохаве.

## Известные уроженцы
- Майкл Бин — актёр
- Джим Хитч — политический аналитик
- Кристал Харрис — мисс Плэйбой декабрь 2009
- Райан Рейнольдс — игрок в американский футбол
- Курт Краковян — актёр
- Шон Баркрафт — актёр